# Microsoft Skype Division
La Microsoft Skype Division è la divisione Microsoft che provvede allo sviluppo di Skype. Ha sede legale nel Lussemburgo.
Nata come Skype Ltd., nel settembre 2005 la società è stata acquisita dal gruppo eBay per 2,6 miliardi di dollari, il 2 settembre 2009 il gruppo eBay ha venduto il 65% della società a un gruppo di investitori privati per 1,9 miliardi di dollari.
Il 10 maggio 2011 la società è stata acquistata da Microsoft, per un valore di 8,5 miliardi di dollari.